# Friedrich Widmann (Oberamtmann)
Friedrich Widmann (* 1808 in Sigmaringen; † 1881 ebenda) war ein hohenzollerischer Oberamtmann.

## Leben
Friedrich Widmann war der Sohn eines Hofrats und Oberamtmanns. Er studierte Rechtswissenschaften in Freiburg und Heidelberg. 1827 wurde er Mitglied des Corps Rhenania Freiburg. 1829–1831 war er als Rechtskandidat beim Oberamt Ostrach und beim Oberamt Sigmaringen tätig. 1831 legte er die Dienstprüfung als Rechtskandidat ab. 1831 und 1832 war er Rechtspraktikant beim Oberamt Haigerloch und beim Oberamt Gammertingen und von 1832 bis 1835 Aktuar beim fürstlichen Obervogteiamt Jungnau. Von 1835 bis 1862 leitete er als Oberamtmann das Oberamt Ostrach. 1850 wurde er in den preußischen Staatsdienst übernommen. Seit 1862 im Ruhestand, starb er mit 73 Jahren.